# I am A Dreamer
《I am A Dreamer》는 박효신의 7번째 정규음반으로 2016년 10월 3일에 정식 발매되었다. 2010년 발표한 'Gift Part.2' 이후 무려 6년 만에 발표된 정규 앨범이다. 2014년과 2015년에 걸쳐 발표된 싱글 '야생화', 'HAPPY TOGETHER', 'Shine Your Light'를 포함한 총 12트랙으로 구성되어 있으며 타이틀곡은 〈Home〉, 〈Beautiful Tomorrow〉이다. 이에 앞서 2016년 9월 29일 〈숨〉이 선공개되었다. 이 음반의 경우 젤리피쉬엔터테인먼트에서의 마지막 발매 음반이다.

## 개요
《I am A Dreamer》의 수록곡 중 일부인 2014년 3월 28일과 11월 24일, 2015년 4월 6일까지 <야생화>, <HAPPY TOGETHER>, <Shine your light>를 디지털 싱글로 발매한 것을 제외하면 《Gift - Part 2》 이후 6년 만의 정식 앨범이다.
이번 앨범은 더블타이틀곡을 채택해, <Home>과 <Beautiful Tomorrow>를 필두로 총 12곡이 수록됐다.
박효신은 직접 앨범 총괄 프로듀싱을 맡은 것은 물론 수록된 곡 대부분을 작사, 작곡해 완성시켜 자신만의 깊이 있는 음악적 색채를 고스란히 담아냈다.

## 트랙리스트
| #            | 제목                             | 작사           | 작곡                | 편곡               | 재생 시간 |
| ------------ | -------------------------------- | -------------- | ------------------- | ------------------ | --------- |
| 1.           | 〈Home〉                         | 박효신, 김이나 | 박효신, 정재일      | 정재일             | 6:09      |
| 2.           | 〈Shine your light〉             | 박효신, 김이나 | 박효신, Andy Platts | Andy Platts        | 4:15      |
| 3.           | 〈Wonderland〉                   | 박효신, 김지향 | Andy Platts         | Andy Platts        | 5:25      |
| 4.           | 〈Beautiful Tomorrow〉           | 박효신, 김지향 | 박효신              | 정재일             | 4:55      |
| 5.           | 〈The Dreamer〉 (I am A Dreamer) | 박효신, 김이나 | 박효신, 정재일      | 정재일             | 4:35      |
| 6.           | 〈야생화〉                       | 박효신, 김지향 | 박효신, 정재일      | 정재일             | 5:14      |
| 7.           | 〈HAPPY TOGETHER〉               | 박효신         | 박효신, 정재일      | 정재일             | 4:12      |
| 8.           | 〈Li-La〉 (리라)                 | 박효신, 김지향 | 멜로디자인          | Andy Platts        | 3:53      |
| 9.           | 〈숨〉                           | 박효신, 김이나 | 박효신, 정재일      | 정재일             | 4:43      |
| 10.          | 〈I'm your friend〉              | 박효신, 김지향 | 박효신              | 정재일, 나루(Naru) | 5:00      |
| 11.          | 〈꿈〉                           | 박효신         | 박효신              | 정재일             | 4:59      |
| 12.          | 〈숨〉 (Inst.)                   |                | 박효신, 정재일      | 정재일             | 4:43      |
| 총 재생 시간 | 총 재생 시간                     | 총 재생 시간   | 총 재생 시간        | 총 재생 시간       | 58:03     |